# Callicore pitheas
Espèce
Callicore pitheas est une espèce de lépidoptères (papillons) de la famille des Nymphalidae et de la sous-famille des Biblidinae et du genre Callicore.

## Dénomination
Callicore pitheas a été décrit par Pierre-André Latreille en 1813 sous le nom initial d' Erycina pitheas.
Synonyme : Catagramma pitheas ; Godman & Salvin, [1883].

## Biologie

### Plantes hôtes
Les plantes hôtes de sa chenille sont des Sapindaceae.

## Écologie et distribution
Callicore pitheas est présent au Mexique, à Panama, en Colombie et au Venezuela. Sa présence en Équateur reste à confirmer.

### Protection
Pas de statut de protection particulier.